# Hawker Horsley
Le Hawker Horsley est un avion militaire de l'entre-deux-guerres biplan. Il a servi dans la Royal Air Force comme bombardier de jour et bombardier-torpilleur de 1927 à 1934.

## Conception
Le Hawker Horsley avait été conçu en 1923 comme un bombardier de jour pour la Royal Air Force. Le prototype effectua son vol initial en 1925. Il se caractérisait par un radiateur monté sous l'avant du fuselage et par un train d'atterrissage fixé aux longerons du plan inférieur de la voilure.

## Engagements
Le Horsley entra en service dans la Royal Air Force en 1927 comme bombardier de jour, en remplacement du Fairey Fawn, au sein des Squadrons 11 et 100.
En 1928, il fut muni d'un équipement spécial pour devenir un bombardier-torpilleur. Il entra en service en juin 1928 dans le Squadron 36, basé à Donibristle en Écosse, puis dans le Squadron 100, reconverti pour ce type de missions. Au total, cinq squadrons de bombardement stationnés en Grande-Bretagne utilisèrent le Horsley, qui resta en service jusqu'en février 1934 et son remplacement par le Vickers Vildebeest. Cet appareil demeura en service pendant douze ans, ce qui constitue un record d'activité opérationnelle.
Le plus célèbre de ces appareils fut celui qui remporta en mai 1927 le record mondial de distance franchie, en volant de Cranwell au golfe Persique, sur 5 504 kilomètres.

## Variantes
Au total, 112 Horsley furent fabriqués en deux versions :
- Mark I, usiné en bois.
- Mark II, entièrement métallique[2].